# Кубанський державний аграрний університет
Кубанський державний аграрний університет (рос. Кубанский государственный аграрный университет) — вищий навчальний заклад у місті Краснодарі Росії. Заснований у 1922 р. Має 29 факультетів.